# Веселий (Темниковський район)
Весе́лий (рос. Весёлый, ерз. Веселый) — селище у складі Темниковського району Мордовії, Росія. Входить до складу Бабеєвського сільського поселення.
Населення — 41 особа (2010; 85 2002).
Національний склад (станом на 2002 рік):
- мордва — 69 %